# Prospalta xylocola
Prospalta xylocola là một loài bướm đêm trong họ Noctuidae.